# أنتوني مولوي
أنتوني مولوي (بالإنجليزية: Anthony Molloy)‏ هو مزارع الكروم ومحامي نيوزيلندي، ولد في 3 مارس 1944.